# Rebecca Dussault
Rebecca Ann Dussault (* 14. November 1980 in Denver) ist eine ehemalige US-amerikanische Skilangläuferin.

## Werdegang
Dussault startete zu Beginn der Saison 2003/04 in West Yellowstone erstmals im Continental-Cup und belegte dabei den zweiten Platz über 10 km klassisch. Im weiteren Saisonverlauf gewann sie sieben Rennen im Continental-Cup und wurde US-amerikanische Meisterin über 5 km Freistil, 5 km klassisch und 15 km klassisch. Außerdem nahm sie im Februar 2004 in Drammen erstmals am Weltcup teil, wo sie den 45. Platz im Sprint belegte. Im folgenden Monat holte sie in Pragelato mit dem 28. Platz über 15 km Freistil ihre einzigen Weltcuppunkte. In der Saison 2004/05 siegte sie fünfmal im Nor-Am-Cup und kam bei den Nordischen Skiweltmeisterschaften 2005 in Oberstdorf auf den 49. Platz im Skiathlon und auf den 41. Rang im Sprint. Bei den Olympischen Winterspielen im Februar 2006 in Turin lief sie auf den 48. Platz im Skiathlon, auf den 43. Rang im 30-km-Massenstartrennen und zusammen mit Wendy Wagner, Kikkan Randall und Sarah Konrad auf den 14. Platz in der Staffel. In der Saison 2009/10 gewann sie mit sieben Siegen die Gesamtwertung der US Super Tour. Zudem siegte sie im Februar 2010 beim American Birkebeiner. Ihr letztes Rennen absolvierte sie im März 2012 bei den US Meisterschaften in Craftsbury, wo sie den siebten Platz im 30-km-Massenstartrennen belegte.

## Erfolge

### Siege bei Worldloppet-Cup-Rennen
Anmerkung: Vor der Saison 2015/16 hieß der Worldloppet Cup noch Marathon Cup.
| Nr. | Datum            | Ort     | Rennen               | Disziplin                  |
| --- | ---------------- | ------- | -------------------- | -------------------------- |
| 1.  | 27. Februar 2010 | Hayward | American Birkebeiner | 52 km Freistil Massenstart |

### Siege bei Continental-Cup-Rennen
| Nr. | Datum             | Ort              | Disziplin                   | Serie           |
| --- | ----------------- | ---------------- | --------------------------- | --------------- |
| 1.  | 14. Dezember 2003 | Soldier Hollow   | 5 km Freistil               | Continental-Cup |
| 2.  | 14. Dezember 2003 | Soldier Hollow   | Sprint Freistil             | Continental-Cup |
| 3.  | 17. Dezember 2003 | Soldier Hollow   | 10 km Freistil              | Continental-Cup |
| 4.  | 21. Dezember 2003 | Soldier Hollow   | 15 km Verfolgung            | Continental-Cup |
| 5.  | 30. Dezember 2003 | Presque Isle     | Sprint Freistil             | Continental-Cup |
| 6.  | 21. Januar 2004   | Telemark         | 5 km Freistil               | Continental-Cup |
| 7.  | 22. Januar 2004   | Telemark         | 10 km klassisch Massenstart | Continental-Cup |
| 8.  | 26. November 2004 | West Yellowstone | 6,5 km Freistil             | Nor-Am-Cup      |
| 9.  | 27. November 2004 | West Yellowstone | Sprint Freistil             | Nor-Am Cup      |
| 10. | 3. Januar 2005    | Soldier Hollow   | 15 km Freistil              | Nor-Am Cup      |
| 11. | 7. Januar 2005    | Soldier Hollow   | 5 km Freistil               | Nor-Am Cup      |
| 12. | 10. Januar 2005   | Soldier Hollow   | 15 km Verfolgung            | Nor-Am Cup      |
| 13. | 17. Januar 2009   | Aspen            | 25 km Freistil              | US Super Tour   |
| 14. | 23. Januar 2010   | Minneapolis      | 10 km klassisch Massenstart | US Super Tour   |
| 15. | 24. Januar 2010   | Minneapolis      | 5 km Freistil               | US Super Tour   |
| 16. | 30. Januar 2010   | Telemark         | 5 km klassisch              | US Super Tour   |
| 17. | 31. Januar 2010   | Telemark         | 10 km Freistil Massenstart  | US Super Tour   |
| 18. | 20. Februar 2010  | Madison          | 5 km Freistil Massenstart   | US Super Tour   |
| 19. | 21. Februar 2010  | Madison          | Sprint klassisch            | US Super Tour   |
| 20. | 28. März 2010     | Fort Kent        | 5 km Freistil Verfolgung    | US Super Tour   |
| 21. | 27. März 2012     | Craftsbury       | Sprint klassisch            | US Super Tour   |

## Teilnahmen an Weltmeisterschaften und Olympischen Spielen

### Olympische Spiele
- 2006 Turin: 14. Platz Staffel, 43. Platz 30 km Freistil Massenstart, 48. Platz 15 km Skiathlon

### Nordische Skiweltmeisterschaften
- 2005 Oberstdorf: 41. Platz Sprint klassisch, 49. Platz 10 km Skiathlon